# Роко, Михаил

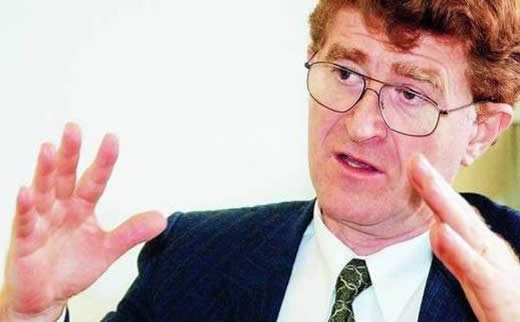
Михаил Роко

Михаил Роко (англ. Mihail Roco) — председатель подкомитета по нанотехнологиям Национального совета США по науке и технологиям (US National Science and Technology Council subcommittee on Nanoscale Science, Engineering and Technology — NSET), старший советник по нанотехнологиям Национального научного фонда США (National Science Foundation). Инициатор и вдохновитель Национальной нанотехнологической инициативы США (National Nanotechnology Initiative, NNI).
В 1996 году перейдя на работу в NSF из университета штата Кентукки, Михаил Роко выдвинул идею масштабного финансово-научного проекта в сфере нанотехнологий. Он организовал группу экспертов, подготовившую отчеты о состоянии исследований и перспективах развития в десяти областях, относящихся к сфере нанотехнологий. 11 марта 1999 года на заседании Бюро по определению научно-технической политики Белого дома США Роко выступил с предложением Национальной нанотехнологической инициативы с бюджетом в 500 млн. долларов. Летом 1999 года эксперты группы лоббировали инициативу в Национальном научном фонде, министерстве обороны и энергетики, НАСА, Национальных институтах здоровья, и Национальном институте стандартов и технологий. Эти шесть организаций с тех пор являются базой Национальной нанотехнологической инициативы. В декабре 1999 года инициатива получила одобрение президента Клинтона. В январе 2000 года Клинтон объявил об инициативе, выступая перед студентами Калифорнийского технологического института, что стало своеобразной официальной точкой отсчета в развитии нанотехнологий в США. Государственное финансирование национальной нанотехнологической инициативы США, заложенное в бюджет 2011 года, составляет 1,8 млрд. долларов.
Продолжая активную работу в NSF, Михаил Роко часто выступает в качестве почетного докладчика на многочисленных конференциях по высоким технологиям, автор нескольких монографий по философии развития науки. С 2001 года вместе с социологом Уильямом Бейнбриджем (William Bainbridge) с 2001 продвигает идею конвергентных нано-био-инфо-когно технологий (NBIC).